# Doença de Tyzzer
A doença de Tyzzer é uma doença bacteriana contagiosa vinda de ratos, gerbos, texugos e cavalos. É causada pelo Clostridium piliforme, inicialmente conhecido como Bacillus piliformis, uma bactéria em forma de esporo.
É transmitida horizontalmente através da via oral-fecal. Animais que carregam a bactéria são usualmente assintomáticos, mas uma síndrome clínica pode ser vista em ratos recentemente desmamados e potros imunocomprometidos.
Sinais não-específicos tais como anorexia, letargia, emagrecimento, pelo despenteado ou morte súbita sem sinais clínicos podem ser observados. Diarreia mucoide, sangrenta também pode ser observada. Na necrópsia, animais podem apresentar mega-íleo. Muitos outros órgãos, incluindo o fígado, o ceco, o cólon e o coração podem apresentar lesões patológicas características. A observação histopatológica dos bacilos nos órgãos-alvo é diagnóstica e melhor obtida usando uma mancha Giemsa ou prata Warthin-Starry. Não há outro tratamento recomendado que o cuidar solidário. Antibióticos efetivos contra a Clostridia spp. podem ser usados.